# Nematus parvulus
Nematus parvulus är en stekelart som beskrevs av Holmgren 1883. Nematus parvulus ingår i släktet Nematus, och familjen bladsteklar. Arten är reproducerande i Sverige.